# Saint-Jean-d'Alcapiès
Saint-Jean-d'Alcapiès är en kommun i departementet Aveyron i regionen Occitanien i södra Frankrike. Kommunen ligger  i kantonen Saint-Affrique som ligger i arrondissementet Millau. År 2022 hade Saint-Jean-d'Alcapiès 223 invånare.

## Befolkningsutveckling
Antalet invånare i kommunen Saint-Jean-d'Alcapiès
Referens: INSEE